# تدلي القدم
تدلي القدم هو اضطراب في المشية يحدث فيه تدلي مقدمة القدم بسبب ضعف العصب الشظوي الأصلي أو تهيجه أو أذيته، ويشمل ذلك العصب الوركي، أو شلل عضلات المسكن الأمامي من القسم السفلي للساق. ويعد عادةً عرضًا لمشكلة أكبر، وليس مرضًا في حد ذاته. يتميز تدلي القدم بعدم القدرة أو القدرة المعيبة على رفع القدم من الكاحل (الثني الظهري). قد يكون تدلي القدم مؤقتًا أو دائمًا، بناءً على مدى ضعف العضلات أو شللها وقد يحدث في إحدى القدمين أو كليهما. عند المشي، تكون القدم المرفوعة مثنية قليلة عند الركبة لمنع جر القدم على الأرض.
قد ينتج تدلي القدم عن أذية العصب لوحده أو رض العضلات أو النخاع الشوكي، أو التشريح الشاذ، أو السموم أو الأمراض. تشمل السموم مركبات الفوسفات العضوية التي كانت تُستعمل كمبيدات وعوامل كيميائية في الحرب. قد يؤدي السم إلى أذية أكبر في الجسم مثل الاضطراب العصبي التنكسي الذي يسمى اعتلال الأعصاب المتعدد المتأخر المحرَّض بالفوسفور العضوي. يسبب هذا الاضطراب فقدان وظيفة السبل العصبية الحسية والحركية. في هذه الحالة، قد يكون تدلي القدم نتيجة للشلل الناتج عن الخلل العصبي. تشمل الأمراض التي قد تسبب تدلي القدم رض العنق الخلفي الجانبي للشظية، والسكتة، والتصلب الجانبي الضموري، والحثل العضلي، وشلل الأطفال، ومرض شاركو-ماري-توث، والتصلب المتعدد، والشلل الدماغي، والشلل التشنجي النصفي الموروث، ومتلازمة غيلان باريه، واعتلال العضلات البعيدة لويلندر، ورنح فريدريخ. قد يحدث تدلي القدم أيضًا نتيجة لجراحة استبدال مفصل الورك أو جراحة ترميم أربطة الركبة.

## الأعراض والعلامات
يتميز تدلي القدم بالمشية عالية الخطو. أثناء المشي، يجر الأشخاص الذين يعانون من هذه الحالة أصابع قدمهم على الأرض أو يثنون ركبهم ليرفعوا قدمهم أكثر من اللازم لتجنب الجر. يعمل هذا الأمر على رفع القدم بما يكفي لمنع جرها واصطدامها بالأرض. للتكيف مع تدلي الأصابع، قد يلجأ المريض لمشية رؤوس الأصابع المميزة في الساق المقابلة، فيرفع فخده بشدة، كأنه يصعد الدرج، ويدع الأصابع تتدلى. قد تشير المشيات الأخرى أيضًا مثل تأرجح الساق الواسع للخارج (لتجنب رفع الفخذ بشدة أو لتدوير الزوايا في الاتجاه المقابل للطرف المصاب) إلى تدلي القدم.
قد يكون لدى المرضى المصابين باضطرابات حس مؤلمة في أخمص القدم (عسر الحس) مشية مشابهة لكنهم لا يعانون من تدلي القدم. ونظرًا للألم الشديد الذي يُثار عند أدنى ضغط على القدم، يمشي المريض كأنه حافي القدمين على رمل ساخن.

## التشخيص
يوضع التشخيص الأولي عادةً أثناء الفحوص الجسدية الروتينية. يمكن تأكيد تشخيص كهذا من قبل أطباء متخصصين مثل الطبيب النفسي وطبيب الأعصاب وجراح العظام وجراح الأعصاب. سيعاني الشخص المصاب بتدلي القدم من صعوبة في المشي على كعبي القدمين لأنه لن يتمكن من رفع مقدمة القدم (باطن القدم والأصابع) عن الأرض. بالتالي، قد يحدد اختبار بسيط، مثل الطلب من المريض أن يثني قدمه ظهريًا، تشخيص المشكلة. يُقاس الثني الظهري على مقياس من خمسة نقاط لملاحظة الحركة. تحدد أدنى نقطة وهي الصفر الشلل التام، وتحدد أعلى نقطة وهي الخمسة الحركة التامة.
هناك اختبارات أخرى قد تساعد في تحديد الآلية المرضية الكامنة لهذا التشخيص. قد تشمل مثل هذه الاختبارات التصوير بالرنين المغناطيسي، أو التصوير المغناطيسي للأعصاب، أو تخطيط كهربائية العضل لتقييم المناطق المحيطة بالأعصاب المتأذية وتقييم الأعصاب المتأذية نفسها على التوالي. يسمى العصب الذي يتصل مع العضلات الرافعة للقدم بالعصب الشظوي. يعصّب هذا العصب العضلات الأمامية للساق والتي تُستخدم خلال الثني الظهري للكاحل. ويعصّب العضلات التي تُستخدم في الثني الأخمصي عصب قصبة الساق، وغالبًا ما تطور اشتدادًا في وجود تدلي القدم. يعصب عصب قصة الساق أيضًا العضلات التي تمنع الكاحل من الاستلقاء (مثل التواء الكاحل)، ومن الشائع أن نجد ضعفًا في هذه المنطقة أيضًا. قد يترافق تدلي القدم أيضًا بحس المذل في القسم السفلي من الساق، وبالأخص في أعلى القدم والكاحل، على الرغم من أنه قد لا يتواجد في جميع الحالات.
ارتبطت إحدى تمارين الركوع الشائعة في اليوجا، والتي تدعى الفارجراسانا بتدلي القدم، إذ سُميت «تدلي قدم اليوجا».

## العلاج
يجب علاج الاضطراب المستبطن. على سبيل المثال، إذا ضغط الانزلاق الغضروفي في أسفل الظهر على العصب الذي يذهب للساق مسببًا أعراض تدلي القدم، يجب علاج القرص المنزلق. إذا كان تدلي القدم ناتجًا عن أذية العصب المحيطية، يُنصح أغلب الأحيان بفترة تعافي من 18 شهرًا حتى عامين. إذا تبين أنه لم يحدث أي تحسن في وظيفة العصب، يجب الأخذ بعين الاعتبار إجراء تداخل جراحي لإصلاح العصب أو تطعيمه، على الرغم من أن نتائج هذا النوع من التداخلات تكون مختلطة.
تشمل العلاجات غير الجراحية للتضيق الشوكي برنامج تمارين مناسب موضوع من قبل معالج فيزيائي، وتعديل النشاط (أي تجنب النشاطات التي تتسبب بأعراض متقدمة للتضيق الشوكي)، والحقن فوق الجافية، والأدوية المضادة للالتهاب مثل الإيبوبروفين أو الأسبرين. إذا تطلب الأمر، يمكن اللجوء إلى جراحة تخفيف الضغط تدمر الحد الأدنى من البنى الطبيعية لعلاج التضيق الشوكي.
تشبه العلاجات غير الجراحية لتدلي القدم الطرق غير الجراحية المذكورة أعلاه للتضيق الشوكي. قد يتطلب علاج هذه الحالة جراحة دمج الفقرات، إذ تحسن العديد من المرضى وعانوا ألمًا أقل.
يحدث ما يقارب نصف مجموع الكسور الفقرية دون ألم ظهري ملحوظ. إذا لم تنفع مسكنات الألم أو النشاط التدريجي أو دعامات الظهر في الكسر، قد تكون الخيارات المتاحة رأب الفقرة أو رأب الحدبة، وهما الإجراءان الغازيان الأخف.
يمكن تثبيت الكواحل بتركيبات تقويمية خفيفة الوزن، متوفرة بشكل قوالب بلاستيكية بالإضافة إلى مواد أكثر ليونة تستخدم الخصائص المرنة لمنع تدلي القدم. يمكن أيضًا تجهيز أحذية بتركيبات تقويمية ذات نوابض تقليدية لمنع تدلي القدم أثناء المشي. يُنصح عادةً بالتمارين المنتظمة.
التحفيز الكهربائي الوظيفي (إف إي إس) هي تقنية تستخدم تيارات كهربائية لتنشيط الأعصاب المعصبة للأطراف المصابة بالشلل نتيجة أذية الحبل الشوكي (إس سي آي)، وإصابات الرأس، والسكتة، والاضطرابات العصبية الأخرى. يُستخدم التحفيز الكهربائي الوظيفي في المقام الأول لاستعادة الوظيفة لدى الأشخاص ذوي الإعاقة. يُشار إليها أحيانًا باسم التحفيز الكهربائي العصبي العضلي (إن إم إي إس). تشمل أحدث العلاجات تحفيز العصب الشظوي، الذي يرفع القدم أثناء الخطو. نجحت لدى العديد من مرضى السكتة والتصلب المتعدد المصابين بتدلي القدم. عادةً ما يفضّل مرضى تدلي القدم استخدام تقنيات تعويضية مثل المشية عالية الخطو وميلان الحوض عوضًا عن الدعامة أو الجبيرة.
قد يكون علاج البعض سهلًا كوضع دعامة كاحل سفلية على شكل حرف L (تركيب تقويمي للكاحل والقدم). تستخدم طريقة أخرى قيدًا يوضع حول كاحل المريض، ويُثبت نابض وخطاف علويان تحت أربطة الحذاء. يتصل الخطاف بقيد الكاحل ويرفع الحذاء للأعلى حين يمشي المريض.